# Anisakis simplex
Anisakis simplex, též sleďový červ, je parazitický červ trávicího traktu mořských savců. Má složitý vývojový cyklus, v němž figurují korýši jako mezihostitelé a následně ryby či hlavonožci coby paratenický hostitel. V této podobě je Anisakis nebezpečný i pro člověka - larvy v tělní dutině či svalovině ryb jsou silným alergenem a člověkem pozřené živé larvy mohou proniknout skrze žaludeční stěnu do vnitřních orgánů. Onemocnění člověka způsobené tímto nematodem se nazývá anisakióza.

Schéma vývojového cyklu A. simplex